# 9-es busz (Sopron)
A soproni 9-es jelzésű autóbusz Jereván lakótelep és Somfalvi út, Volán-telep végállomások között közlekedett.

## Története
A járat 1999 előtt a jelenlegi Csatkai Endre utca helyett a Frankenburg út - Vörösmarty utcán  keresztül közlekedett. A 2001/2002-es menetrend idején volt a Volán-telepről induló reggeli és esti járat időpontjában egy 9A jelzésű betétjárat közlekedett a Lackner Kristóf utcáig, ami aztán megszűnt, és ismét 9-es járatok indultak az említett időpontokban. 2003-ban újraindult a korábban megszüntetett 8-as busz.
 A 9-es busz az Ógabona tér átépítésének idején mindkét irányban a Várkerületen haladt.
 2011. augusztus 1-jétől a 8-as busz vonalán integrálásra került a helyi és a helyközi közlekedés, a vonalat regionális autóbuszjáratok szolgálják ki, amelyek helyi utazásra is igénybe vehetők. Ennek eredményeképpen a 8-as busz már mindkét irányban közlekedik, innentől a 9-es busz indulásait napi háromról egyre csökkentették, valamint a vonalon megszűnt a Táncsics utca, Faraktár utca (korábban Táncsics utca 42.) elnevezésű megállóhely.
 2012. május 1-jétől jelentős menetrendi változtatások kerületek bevezetésre a városban. A módosítások a 9-es busz megszüntetését is tartalmazták, a továbbiakban a Volán-telep csak a 8-as busszal érhető el.

## Útvonal
| Jereván lakótelep → Somfalvi út, Volán-telep |
| --- |
| Jereván lakótelep végállomás – Juharfa út – Teleki Pál út – Lackner Kristóf utca – Ógabona tér – Széchenyi tér – Erzsébet utca – Állomás utca – Mátyás király utca – Csengery utca – Csatkai Endre utca – Kossuth Lajos utca – Táncsics Mihály utca – Somfalvi út – Somfalvi út, Volán-telep végállomás |

| Somfalvi út, Volán-telep → Jereván lakótelep |
| --- |
| Somfalvi út, Volán-telep végállomás – Somfalvi út – Táncsics Mihály utca – Kossuth Lajos utca – Csatkai Endre utca – Csengery utca – Erzsébet utca – Állomás utca – Mátyás király utca – Széchenyi tér – Várkerület – Lackner Kristóf utca – Teleki Pál út – Juharfa út – Jereván lakótelep végállomás |

## Megállóhelyek
| Távolság (km) | Idő (perc) | Megállóhely neve / korábbi neve(i)                 | Idő (perc) | Távolság (km) | Átszállási lehetőségek a 2012.04.30.-ig érvényes menetrend szerint | Nevezetességek / Helyek / Intézmények / Megjegyzések |
| ------------- | ---------- | -------------------------------------------------- | ---------- | ------------- | --- | --- |
| 0             | 0          | Jereván lakótelep                                  | 16         | 5,8           | 1, 2, 5, 5A, 5M, 5T, 6, 7, 7A, 7B, 10, 10A, 10B, 10Y, 11, 12, 12A, 13, 13B, 17, 20, 20K, 20M | Helyi buszvégállomás |
| 0,3           | 1          | Juharfa út 16.                                     | 15         | 5,6           | 1, 2, 5M, 6, 7, 7A, 7B, 11M, 12, 12A, 13, 13B, 17 | |
| 0,7           | 2          | Teleki Pál út 2.                                   | 14         | 5,2           | 1, 2, 5, 5A, 5M, 5T, 6, 7, 7A, 7B, 10, 10A, 10B, 10IB, 10M, 10Y, 11M, 12, 12A, 13, 13B, 17, 20, 20K, 20M                                                                                               | McDonald’s étterem Sopron Pláza Káposztás utcai Stadion Ibolya-tó |
| 1,5           | 4          | Lackner Kristóf utca, autóbusz-állomás             | 13         | 4,6           | 1, 2, 3, 3A, 3M, 4, 5, 5A, 5M, 5T, 6, 7, 7A, 7B, 8, 10, 10A, 10B, 10IB, 10M, 10Y, 11M, 12, 12A, 13, 13B, 13M, 14, 14B, 16, 17, 20, 20K, 20M, 21, 23, 23B, 32, 33 Helyközi és távolsági autóbuszjáratok | Soproni autóbusz-állomás Soproni Rendőrkapitányság Káposztás utcai Stadion INTERSPAR áruház Vásárcsarnok                                                                                        |
| 1,8           | 5          | Ógabona tér, Újteleki utca Ógabona tér 14.         | –          | –             | 1, 2, 4, 5, 5A, 5T, 6, 10, 10A, 10B, 10IB, 10M, 10MB, 10Y, 11M, 12, 12A, 13, 13B, 14, 14B, 17, 20, 20K, 20M, 23, 23B                                                                                   | Tűztorony Városháza Mária-szobor Szentháromság-szobor Posta Szent György-templom Scarbantia Régészeti Park                                                                                      |
| –             | –          | Várkerület, Festő köz                              | 12         | 4,1           | 1, 2, 4, 5, 5A, 5T, 6, 10, 10A, 10B, 10IB, 10M, 10MB, 10Y, 11M, 12, 12A, 13, 13B, 14, 14B, 17, 20, 20K, 20M, 23, 23B                                                                                   | Tűztorony Városháza Mária-szobor Szentháromság-szobor Posta Szent György-templom Scarbantia Régészeti Park                                                                                      |
| –             | –          | Várkerület, Árpád utca Várkerület 59. (Árpád utca) | 11         | 3,7           | 1, 2, 4, 5, 5A, 5T, 6, 10, 10A, 10B, 10IB, 10M, 10MB, 10Y, 11M, 12, 12A, 13, 13B, 14, 14B, 20, 20K, 20M, 23, 23B, 32, 33                                                                               | Tűztorony Városháza Mária-szobor Szentháromság-szobor Posta Szent György-templom Scarbantia Régészeti Park                                                                                      |
| –             | –          | Várkerület, Ötvös utca Várkerület 87. (Ötvös utca) | 9          | 3,4           | 1, 2, 4, 5, 5A, 5T, 10, 10A, 10B, 10IB, 10M, 10MB, 10Y, 11M, 12, 12A, 15, 15A, 20, 20K, 20M, 23, 23B, 32                                                                                               | Liszt Ferenc Konferencia- és Kulturális Központ Soproni Petőfi Színház Posta Soproni Szent Júdás Tádé-templom SOE Lámfalussy Sándor Közgazdaságtudományi Kar Európa leghosszabb tere – Deák tér |
| 2,3           | 7          | Erzsébet utca                                      | –          | –             | 1, 2, 5, 5A, 5T, 10, 10A, 10B, 10Y, 11, 11A, 12, 12A, 15, 15A, 17, 20, 20K, 20M, 22, 32 | Liszt Ferenc Konferencia- és Kulturális Központ Soproni Petőfi Színház Posta Soproni Szent Júdás Tádé-templom SOE Lámfalussy Sándor Közgazdaságtudományi Kar Európa leghosszabb tere – Deák tér |
| –             | –          | Mátyás király utca, Deák tér                       | 8          | 3,1           | 1, 2, 4, 5, 5A, 5T, 7, 7B, 10, 10A, 10B, 10IB, 10M, 10MB, 10Y, 11, 11A, 11M, 12, 12A, 15, 15A, 17, 20, 20K, 20M, 22, 32                                                                                | Liszt Ferenc Konferencia- és Kulturális Központ Soproni Petőfi Színház Posta Soproni Szent Júdás Tádé-templom SOE Lámfalussy Sándor Közgazdaságtudományi Kar Európa leghosszabb tere – Deák tér |
| 2,9           | 9          | GYSEV pályaudvar                                   | 6          | 2,9           | 1, 2, 4, 5, 5A, 5T, 7, 7B, 10, 10A, 10B, 10IB, 10M, 10MB, 10Y, 11, 11A, 11M, 12, 12A, 12V, 15, 15A, 17, 20, 20K, 20M, 22, 32 Helyközi és távolsági autóbuszjáratok                                     | Sopron vasútállomás GYSEV Zrt. SPAR szupermarket |
| 3,3           | 11         | Csengery utca, Elzett-udvar                        | 5          | 2,5           | 1, 2, 4, 10, 10A, 10B, 10IB, 10M, 10MB, 10Y, 11M, 12, 12A, 15, 15A | Soproni Kereskedelmi és Iparkamara Európa leghosszabb tere – Deák tér |
| 4,3           | 12         | Táncsics utca, templom Táncsics utca 4.            | 3          | 1,6           | 3, 3A, 3M, 4, 11, 11A, 16, 17, 21, 22 | Jézus Szíve templom Soproni SZC Vendéglátó, Kereskedelmi Technikum és Kollégium SOE Benedek Elek Pedagógiai Kar                                                                                 |
| 5,5           | 14         | Somfalvi út, Hoffmann kft.                         | 1          | 0,3           | 8 | |
| 5,8           | 16         | Somfalvi út, Volán-telep Volán telep               | 0          | 0             | 8 | Volánbusz (korábban ÉNYKK, Kisalföld Volán) soproni járműtelep |